# Sommer-Paralympics 2020/Rollstuhlrugby
Bei den Sommer-Paralympics 2020 in Tokio wurden in einem Wettbewerb im Rollstuhlrugby Medaillen vergeben. Die Spiele fanden zwischen dem 25. und 29. August 2021 im Kokuritsu Yoyogi Kyōgijō statt.

## Klassifizierung
In jedem Spiel treten zwei Mannschaften mit jeweils vier Feldspielern und acht Auswechselspielern an. Alle Spieler sind Quadriplegiker und besitzen Behinderungen in drei oder vier ihrer Extremitäten. Jeder Spieler besitzt eine bestimmte Anzahl an Punkten, die seine Bewegungsfreiheit im Rollstuhl und damit den Grad seiner Behinderung ausdrückt. Die Klassifizierung in 0,5 großen Schritten reicht von 0,5 (stärkste Beeinträchtigung) bis 3,5 (schwächste Beeinträchtigung). Die Gesamtpunktzahl aller fünf Spieler einer Mannschaft auf dem Feld darf acht Punkte nicht überschreiten. Gespielt werden vier Viertel von je acht Minuten. Bei Gleichstand folgt eine dreiminütige Verlängerung.

## Qualifizierte Teams
Rollstuhlrugby wird als Mixedturnier gespielt, daher gibt es nur einen Wettbewerb.
| Art der Qualifikation                          | Datum                        | Ort                 | Starterplätze | Qualifizierte Teams             |
| ---------------------------------------------- | ---------------------------- | ------------------- | ------------- | ------------------------------- |
| Ausrichter                                     | –                            | –                   | 1             | Japan                           |
| 2018 IWRF Wheelchair Rugby World Championships | 5.–10. August 2018           | Sydney, Australien  | 1             | Australien                      |
| 2019 Parapan American Games                    | 23. August–1. September 2019 | Lima, Peru          | 1             | Vereinigte Staaten              |
| 2019 IWRF European Division A Championship     | 7.–11. August 2019           | Vejle, Dänemark     | 2             | Dänemark Vereinigtes Königreich |
| 2019 IWRF Asia-Oceania Championship            | 6.–9. September 2019         | Gangneung, Südkorea | 1             | Neuseeland                      |
| 2020 IWRF Wheelchair Rugby Olympic Qualifier   | 2.–9. März 2020              | Richmond, Kanada    | 2             | Frankreich Kanada               |
| Total                                          |                              |                     | 8             |                                 |

## Modus
Die 8 Teams werden in zwei Gruppen aufgeteilt, in denen jeder einmal gegen jeden antritt. Die Erst- und Zweitplatzierten ziehen nach der Gruppenphase ins Halbfinale ein, wobei der Erstplatzierte der Gruppe A auf den Zweiten der Gruppe B trifft und der Zweite der Gruppe A gegen den Ersten der Gruppe B spielt. Die beiden Gruppen-Dritten spielen direkt um Platz 5, die -Vierten um Platz 7.

## Medaillengewinner
| Platz | Platz              |
| ----- | ------------------ |
| 1     | Großbritannien     |
| 2     | Vereinigte Staaten |
| 3     | Japan              |

## Ergebnisse

### Gruppe A
| Rang | Land       | S | G | V | Punkte | Diff. | Qualif.          |
| ---- | ---------- | - | - | - | ------ | ----- | ---------------- |
| 1    | Japan      |   |   |   |        |       | Halbfinale       |
| 2    | Dänemark   |   |   |   |        |       | Halbfinale       |
| 3    | Australien |   |   |   |        |       | Spiel um Platz 5 |
| 4    | Frankreich |   |   |   |        |       | Spiel um Platz 7 |

### Gruppe B
| Rang | Land                   | S | G | V | Punkte | Diff. | Qualif.          |
| ---- | ---------------------- | - | - | - | ------ | ----- | ---------------- |
| 1    | Vereinigte Staaten     |   |   |   |        |       | Halbfinale       |
| 2    | Vereinigtes Königreich |   |   |   |        |       | Halbfinale       |
| 3    | Kanada                 |   |   |   |        |       | Spiel um Platz 5 |
| 4    | Neuseeland             |   |   |   |        |       | Spiel um Platz 7 |

## Finalrunde

### Erster bis vierter Platz
|  | Halbfinale          | Halbfinale |                 |  | Finale          | Finale |
|  |                     |            |                 |  |                 |        |
|  |                     |            |                 |  |                 |        |
|  |                     |            |                 |  |                 |        |
|  | 28. August 2021     |            |                 |  |                 |        |
|  |                     |            | 29. August 2021 |  |                 |        |
|  |                     |            |                 |  |                 |        |
|  |                     |            |                 |  |                 |        |
|  |                     |            |                 |  |                 |        |
|  | Spiel um Platz drei |            |                 |  |                 |        |
|  | 28. August 2021     |            |                 |  |                 |        |
|  |                     |            |                 |  |                 |        |
|  |                     |            |                 |  | 29. August 2021 |        |

### Fünfter bis achter Platz
|  | Klassifizierungsrunde | Klassifizierungsrunde |  |  | Spiel um Platz fünf | Spiel um Platz fünf |
|  |                       |                       |  |  |                     |                     |
|  |                       |                       |  |  |                     |                     |
|  |                       |                       |  |  |                     |                     |
|  |                       |                       |  |  |                     |                     |
|  |                       |                       |  |  |                     |                     |
|  |                       |                       |  |  |                     |                     |
|  |                       |                       |  |  |                     |                     |
|  |                       |                       |  |  |                     |                     |
|  | Spiel um Platz sieben |                       |  |  |                     |                     |
|  |                       |                       |  |  |                     |                     |
|  |                       |                       |  |  |                     |                     |
|  |                       |                       |  |  |                     |                     |